# Triangle de U
Le triangle de U ou triangle d’U est une théorie sur l'évolution et les relations génétiques entre les espèces de plantes du genre Brassica (famille des Brassicaceae). Selon cette théorie les génomes de trois espèces ancestrales de Brassica se sont combinés deux à deux pour créer trois des espèces cultivées modernes de légumes et oléagineux. On a pu démontrer que trois
espèces : B. rapa, B. oleracea et B. nigra, sont les espèces primitives desquelles sont nées par hybridation trois autres espèces : B. napus, B. juncea et B. carinata. Depuis, cette théorie a été confirmée par des études sur l'ADN et les protéines.

## Histoire
La théorie a été publiée pour la première fois en 1935 par Woo Jang-choon (Hangeul : 우장춘), botaniste nippo-coréeen qui travaillait au Japon (où son nom a été japonisé en « Nagaharu U ». « U » est une lecture coréenne de son nom de famille coréen (禹) mais « Nagaharu » est une lecture japonaise des sinogrammes de son prénom coréen (長春).

## Théorie

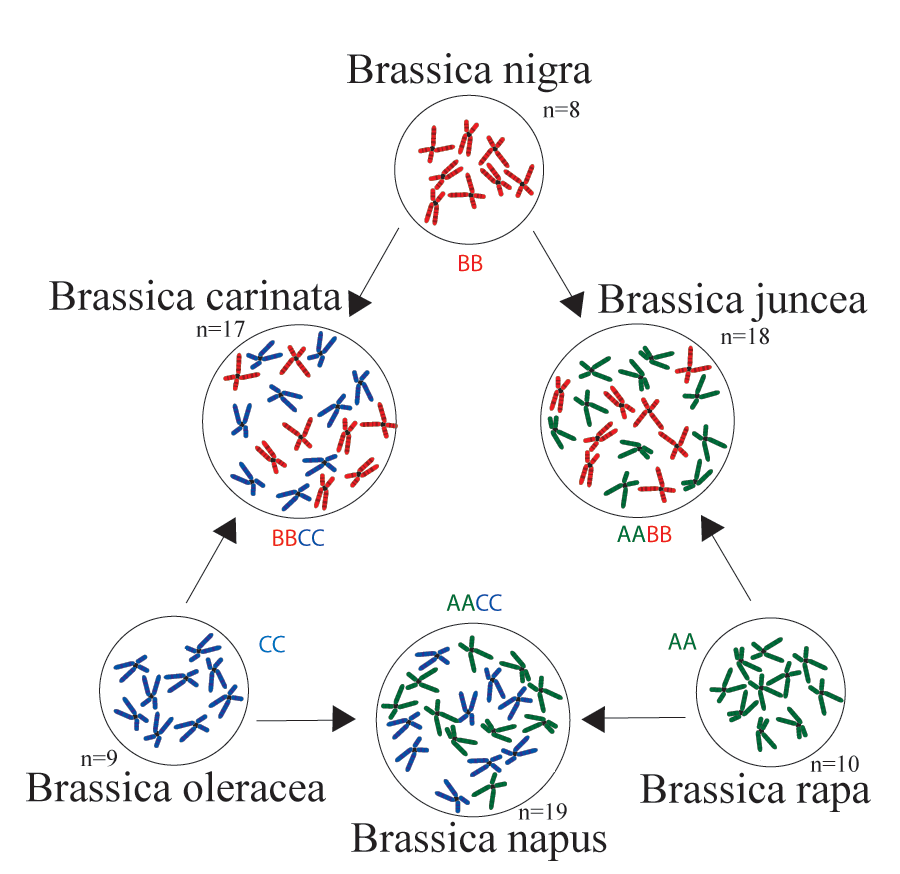
Diagramme du triangle d'U montrant les relations génétiques entre six espèces du genre Brassica. Les chromosomes de chacun des génomes A, B et C sont représentés par des couleurs différentes.

Woo Jang-choon a créé des hybrides synthétiques entre les espèces diploïdes et tétraploïdes et a examiné l'appariement des chromosomes dans les triploïdes obtenus.
Cette théorie montre comment trois des espèces du genre Brassica sont dérivées de trois génomes ancestraux, désignés par les lettres AA, BB ou CC. Seul, chacun de ces génomes diploïdes produit une espèce commune de Brassica. La lettre « n » indique le nombre de chromosomes présents dans chaque génome et correspond au nombre de base présent dans le pollen ou l'ovule. Par exemple, Brassica rapa a un génome  A - n = 10  (ou bien : AA - 2n = 20). Cela signifie que chaque cellule somatique de la plante contient deux copies complètes du génome et que chaque génome (haploïde) a dix chromosomes. Ainsi, chaque cellule contiendra 20 chromosomes. Puisqu'il s'agit du nombre diploïde, cela s'écrit « 2n = 2x = 20 ».
- AA – 2n=2x=20   – Brassica rapa (syn. Brassica campestris) -  navet, chou chinois ;
- BB – 2n=2x=16   – Brassica nigra      – moutarde noire ;
- CC – 2n=2x=18   – Brassica oleracea   – chou cabus, chou kale, brocoli, chou de Bruxelles, chou-fleur, chou-rave.

Ces trois espèces existent en tant qu'espèces distinctes, mais étant donné qu'elles sont étroitement apparentées, il était possible de les croiser. cependant, la consanguinité au sein des espèces ne produit pas de génomes stables. Cette reproduction interspécifique a permis la création de trois nouvelles espèces tétraploïdes de Brassica . Puisqu'elles sont dérivées des génomes de deux espèces différentes, ces plantes hybrides sont dites allotétraploïdes (elles contiennent quatre génomes, dérivés de deux espèces ancestrales différentes). Plus spécifiquement, il s’agit d’amphidiploïdes, c’est-à-dire contenant un génome diploïde de chacune des deux espèces différentes de "Brassica"). Les données provenant d'études moléculaires indiquent que les trois espèces diploïdes sont elles-mêmes paléopolyploïdes.
- AABB – 2n=4x=36   – Brassica juncea      – moutarde brune ;
- AACC – 2n=4x=38   – Brassica napus      – colza, rutabaga ;
- BBCC – 2n=4x=34   – Brassica carinata      – moutarde d'Abyssinie.